# 鍾寶珠
鍾寶珠（1966年2月3日—），花蓮縣人，客家裔臺灣人，臺灣知名環保運動者，客家文化推廣者，台灣環境保護聯盟副會長及花蓮分會會長。在1993年回到花蓮並參與反台泥水泥產業東移計畫的陳情抗議運動，而開始參與環境運動至今，她見證並對抗著花蓮自然環境被工業化侵蝕的變化，並致力於推廣環保意識和教育。鍾寶珠加入台灣環保聯盟，並在花蓮地區主導多項環保運動。她以客家女性的堅韌特質，積極參與社區發展，推動傳統建築修復與文化傳承，並透過環境教育和社區參與，展現對土地和文化的深厚認同。鍾寶珠在環保領域的貢獻受到廣泛認可和尊敬，並在2022年獲得第8屆國家環境教育獎個人組優等獎。在2012年與2024年代表台灣綠黨參選不分區立法委員。

## 選舉紀錄
| 年度 | 選舉屆數             | 選舉區                                 | 所屬政黨 | 得票數  | 得票率 | 當選標記 | 備註 |
| ---- | -------------------- | -------------------------------------- | -------- | ------- | ------ | -------- | ---- |
| 2012 | 第八屆立法委員選舉   | 全國不分區及僑居國外國民立法委員選舉區 | 台灣綠黨 | 229,566 | 1.74%  |          |      |
| 2024 | 第十一屆立法委員選舉 | 全國不分區及僑居國外國民立法委員選舉區 | 台灣綠黨 | 117,298 | 0.85%  |          |      |